# Sociolingüística de Quebec
Quebec es la única provincia canadiense donde el francés es la única lengua oficial y Mayoritaria. La ley 101 de 1977 y una serie de leyes derivadas de esta, recogidas en la Carta de la lengua francesa, protegen la lengua. La situación sociolingüística de Quebec es la siguiente:
- Población: 8,326,100  (2016)
- Lengua oficial: francés
- Grupo mayoritario francófono (77,1 %)
- Grupos minoritarios (22,9%): anglófono  (7,5%), alófono 12,8%, autóctono (0,6%), bilingüe (francés e inglés y/o otras) (2%).
- Estatus político: provincia de la federación canadiense desde 1867.

Nota: los datos a los que se hace referencia son siempre de lengua materna.

## Situación detallada

### Grupos lingüísticos
- Francófonos: Quebec es el único territorio de América del Norte donde el francés es la lengua mayoritaria. Los francófonos de esta provincia suponen el 90% de todos los hablantes de esta lengua en Canadá y suponen el 19,5% de la población del país. En Quebec, donde habla francés el 81,2% de la población es en la única provincia canadiense donde no disminuye el número de hablantes. La población francófona es mayoritariamente descendiente de los emigrantes franceses, belgas, suizos y luxemburgueses que llegaron en los siglos XVII, XVIII y XIX y son mayoritariamente de religión católica. También a lo largo del siglo XX y en lo que va de siglo XXI, llegó a Quebec un importante número de inmigrantes de otros países francófonos, principalmente haitianos (Haití es, junto a Canadá, el único país independiente de América que tiene al francés como idioma oficial). Los francófonos reciben toda la enseñanza en francés.
- Anglófonos: Suponen el 8% de la población quebequesa y su peso demográfico ha ido disminuyendo a lo largo del siglo XX, debido sobre todo a la inmigración extranjera, los considerados alófonos. Los anglófonos se concentran en el área metropolitana de Montreal donde tienen una serie de instituciones sociales, económicas y culturales. Un área secundaria es la ciudad de Sherbrooke y la ribera del Ottawa, donde está Gatineau, ciudad satélite de la capital canadiense. La mayoría descienden de colonos ingleses que llegaron tras la conquista de Canadá en el siglo XVIII y tienen el derecho a recibir la enseñanza en su lengua.[1][2]
- Bilingües: Tan solo un 0,8% de la población tiene como lenguas maternas tanto el inglés como el francés. El bilingüismo práctico se da más entre los anglófonos que entre los francófonos.
- Alófonos: Se les llama alófonos a los hablantes de cualquier otra lengua, siendo un grupo de más de treinta nacionalidades formado por inmigrantes llegados desde principios del siglo XX y que suponen un 9% de la población. En el censo de 1996 se indica que, del total de alófonos, el 6,3% hablan italiano, 2,9% español, 2,5% árabe, 1,7% chino, 1,5% de griego, 1,4% francés criollo, 1,1% portugués, 0,9% vietnamita, 0,8% polaco, etc. Los alófonos están obligados a recibir la enseñanza en francés.
- Autóctonos: El 1% de la población lo constituyen grupos nativos amerindios y esquimales que tienen al francés como lengua vehicular en su mayor parte. Frecuentemente se les une a los alófonos en las estadísticas.

### Ciudades
La situación sociolingüística no es la misma en todas las ciudades quebequesas, destacando el caso de Montreal, capital económica y demográfica, donde se concentran la mayoría de los anglófonos y alófonos, a diferencia de las demás ciudades donde los francófonos superan el 90%. En la siguiente tabla se muestra la distribución lingüística en las áreas de más de 100.000 habitantes:
| Ciudad / Lengua               | Francés | Inglés | Otros |
| ----------------------------- | ------- | ------ | ----- |
| Montreal (isla)               | 52,8%   | 18,2%  | 29,0% |
| Montreal (área metropolitana) | 67,3%   | 12,1%  | 20,6% |
| Quebec                        | 96,3%   | 1,4%   | 2,3%  |
| Sherbrooke                    | 90,8%   | 5,3%   | 3,9%  |
| Saguenay                      | 98,4%   | 0,7%   | 0,8%  |
| Trois-Rivières                | 97,6%   | 1,1%   | 1,4%  |

El porcentaje de francófonos en otras ciudades es el siguiente:
- Saint-Hyacinthe: 97,8%
- Longueuil: 90,1 %
- Laval: 75,0 %

### Evolución
| Lengua / Año | 1951  | 1961  | 1971  | 1976  | 1981  | 1986  | 1991  | 1996  | 2001  |
| ------------ | ----- | ----- | ----- | ----- | ----- | ----- | ----- | ----- | ----- |
| Francés      | 82,5% | 81,2% | 80,7% | 80,0% | 82,4% | 82,9% | 82,1% | 80,9% | 81,2% |
| Inglés       | 13,8% | 13,3% | 13,1% | 12,8% | 11,0% | 10,3% | 9,6%  | 8,3%  | 8,0%  |
| Otras        | 3,7%  | 5,6%  | 6,2%  | 7,2%  | 6,6%  | 6,8%  | 8,3%  | 10,7% | 10,0% |
| Bilingües    | -     | -     | -     | -     | -     | -     | -     | -     | 0,8%  |

## Enlaces
- Oficina quebequesa de la lengua francesa
- Secretariado de política lingüística de Quebec - Dinámica de las lenguas
- Instituto Nacional de Estadística de Canadá - Datos de población y demografía
- Atlas de Canadá - Mapas lingüísticos (enlace roto disponible en Internet Archive; véase el historial, la primera versión y la última).

- Datos: Q3044425